# Jusuf Rabijew
Jusuf Rabijew (tadż. i ros. Юсуф Рабиев, ur. 24 grudnia 1979 w Duszanbe, Tadżycka SRR) – tadżycki piłkarz, grający na pozycji pomocnika, reprezentant Tadżykistanu.

## Kariera piłkarska

### Kariera klubowa
W 1998 rozpoczął karierę piłkarską w klubie Warzob Duszanbe. Potem występował w klubach Regar-TadAZ Tursunzoda, Awiator Czkalowsk, Parwoz Bobodżan Gafurow, Wachsz Kurgonteppa, FK Chodżent i Istiklol Duszanbe.

### Kariera reprezentacyjna
W latach 2004–2013 występował w reprezentacji Tadżykistanu.

## Sukcesy i odznaczenia

### Sukcesy klubowe
Warzob Duszanbe
- mistrz Tadżykistanu: 1998, 1999, 2000
- zdobywca Pucharu Tadżykistanu: 1998, 1999

Regar-TadAZ Tursunzoda
- mistrz Tadżykistanu: 2001
- zdobywca Pucharu Tadżykistanu: 2001

Awiator Czkalowsk/Parwoz Bobodżan Gafurow
- zdobywca Pucharu Tadżykistanu: 2004, 2007

FK Chodżent
- zdobywca Pucharu Tadżykistanu: 2008

Istiklol Duszanbe
- mistrz Tadżykistanu: 2010, 2011
- zdobywca Pucharu Tadżykistanu: 2009, 2010

reprezentacja Tadżykistanu
- zdobywca AFC Challenge Cup: 2006

### Sukcesy indywidualne
- Piłkarz Roku w Tadżykistanie: 2008, 2010
- król strzelców Mistrzostw Tadżykistanu: 2010, 2011